# Шербур (округ)
Шербур (фр. Cherbourg) — округ (фр. Arrondissement) во Франции, один из округов в регионе Нормандия. Департамент округа — Манш. Супрефектура — Шербур-ан-Котантен.
Население округа на 2018 год составляло 188 335 человек. Плотность населения составляет 113 чел./км². Площадь округа составляет 1664,63 км².

## Состав
Кантоны округа Шербур (c 2 марта 2020 г.):
- Брикебек-ан-Котантен
- Валонь
- Валь-де-Сер
- Карантан-ле-Маре (частично)
- Креанс (частично)
- Ле-Аг
- Ле-Пьё
- Шербур-ан-Котантен-1
- Шербур-ан-Котантен-2
- Шербур-ан-Котантен-3
- Шербур-ан-Котантен-4
- Шербур-ан-Котантен-5

Кантоны округа Шербур (c 1 января 2017 г. по 1 марта 2020 г.):
- Брикебек
- Валонь
- Валь-де-Сер
- Карантан (частично)
- Креанс (частично)
- Ле-Аг
- Ле-Пьё
- Турлавиль
- Шербур-Октевиль-1
- Шербур-Октевиль-2
- Шербур-Октевиль-3
- Экёрдрвиль-Энвиль

Кантоны округа Шербур (c 22 марта 2015 г. по 31 декабря 2016 г.):
- Брикебек
- Валонь
- Валь-де-Сер
- Карантан (частично)
- Ле-Аг
- Ле-Пьё
- Турлавиль
- Шербур-Октевиль-1
- Шербур-Октевиль-2
- Шербур-Октевиль-3
- Экёрдрвиль-Энвиль

Кантоны округа Шербур (до 22 марта 2015 года):
- Барнвиль-Картере
- Бомон-Аг
- Брикебек
- Валонь
- Кету
- Ле-Пьё
- Монтбур
- Сен-Пьер-Эглиз
- Сен-Совёр-ле-Виконт
- Сент-Мер-Эглиз
- Турлавиль
- Шербур-Октевиль-Нор-Уэст
- Шербур-Октевиль-Сюд-Эст
- Шербур-Октевиль-Сюд-Уэст
- Экёрдрвиль-Энвиль